# Ernst Heinrich Weber

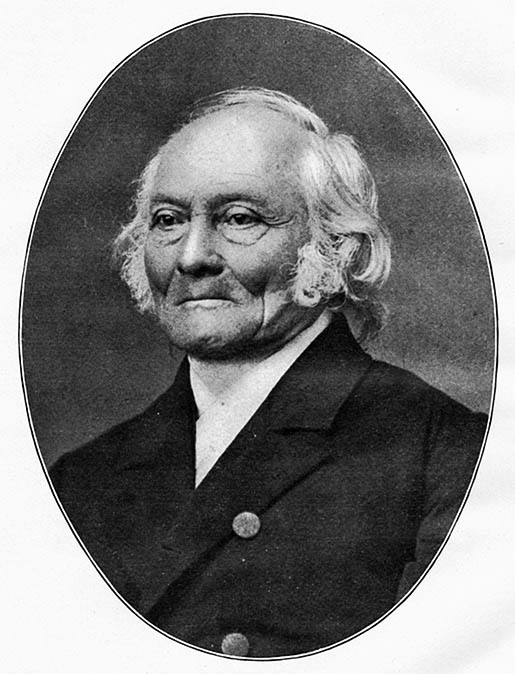
Ernst Heinrich Weber

Ernst Heinrich Weber (Wittenberg, 24 juni 1795 - 26 januari 1878) was een Duitse arts die wordt beschouwd als een van de grondleggers van de experimentele psychologie.

## Korte biografie
Weber studeerde medicijnen aan de universiteit van Wittenberg. In 1818 werd hij aangesteld als bijzonder hoogleraar in de vergelijkende anatomie aan de universiteit van Leipzig.  In 1821 kreeg hij daar de leerstoel anatomie en fysiologie. Rond 1860 werkte Weber samen met Gustav Fechner aan de psychofysica. Gedurende deze tijd formuleerde hij de wet van Weber. In 1866 ging Weber met emeritaat.

## Werken
De belangrijkste publicaties van Ernst Heinrich Weber zijn:
- Anatomia comparata nervi sympathici (1817)
- De aure et auditu hominis et animalium (1820)
- Tractatus de motu iridis (1821)
- Wellenlehre (1825)

Samen met zijn broers Wilhelm Eduard Weber en Eduard Friedrich Weber schreef hij daarnaast:
- Zusätze zur Lehre vom Bau und von der Verrichtung der Geschlechtsorgane (1846)
- Die Lehre vom Tastsinn und Gemeingefühl (185l)
- Annotationes anatomicae et physiologicae (1851)